# USS Palau (CVE-122)
Le USS Palau (CVE-122)  était un porte-avions d'escorte de classe Commencement Bay de la marine américaine construit par le chantier naval Todd-Pacific à Tacoma dans l'État de Washington. Il fut lancé le 6 août 1945 et mis en service le 15 janvier 1946.

## Historique

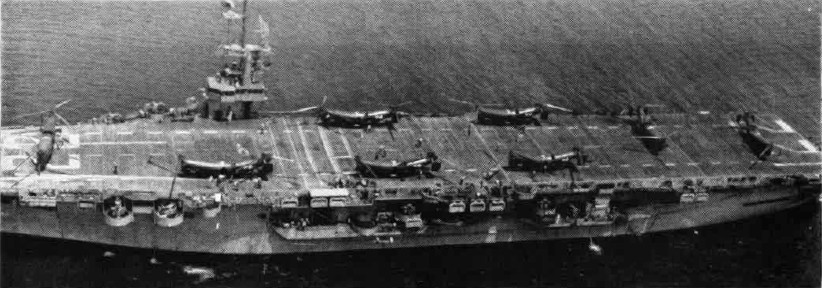
USS Palau avec des hélicoptères HRP, en 1951.

Commandé alors que la marine commençait sa démobilisation d'après-guerre, Palau a terminé les essais en mer au large de la Californie, a transité par le canal de Panama pour rejoindre Boston, puis Norfolk en Virginie où il a été immobilisé jusqu'en mai 1947. Au printemps 1948, il mena des opérations au large de la côte est et le 3 juin partit pour la Méditerranée pour livrer des avions, dans le cadre du programme d'aide à la Turquie, aux représentants de ce pays à Yesilkoy. Au cours de cette mission, le navire et l'équipage ont aidé à l'évacuation de la délégation et des responsables de l'ONU de Haïfa le 8 juillet pendant la deuxième phase de la guerre israélo-arabe. De retour à Norfolk, il est resté dans l'Atlantique ouest, allant des provinces maritimes aux Antilles, jusqu'en avril 1952. Puis au départ de Norfolk, il est retourné en Méditerranée pour opérer avec la 6ème flotte jusqu'à la fin juin, date à laquelle il a repris ses fonctions avec la 2ème flotte sur la côte est.
Palau, qui a été désigné pour l'inactivation au début de 1953, a été retenu en commission pour effectuer une dernière mission de ferry, des avions vers Yokosuka (8 août - 22 octobre). À son retour, il entra au chantier naval de Philadelphie et fut désaffecté le 15 juin 1954. Amarré avec le groupe de Philadelphie, flotte de réserve de l'Atlantique, Palau resta une unité de cette flotte jusqu'à ce qu'il soit rayé du Naval Vessel Register le 1er avril 1960 et vendu, en juillet 1960, à Jacques Pierot, Jr. and Sons, New York.